# باول لانجفان
باول لانجفان هو سياسي كندي، ولد في 15 يناير 1942 في ألبرتا في كندا، وتوفي بنفس المكان في 11 نوفمبر 2008. حزبياً، نشط في الرابطة التقدمية المحافظة في ألبرتا ‏. وقد انتخب عضو الجمعية التشريعية ألبرتا.